# مرکوری لینکس
مرکوری لینکس (Mercury Lynx) خودرویی است که در سال‌های ۱۹۸۱ تا ۱۹۸۷در کانادا و هرموسیو و مکزیک تولید شده‌است. طراحی آن خودروهای موتور جلو-محور جلو بوده است. سیستم جعبه‌دندهٔ آن ۳ دنده به دو صورت خودکار و دستی است.

## نگارخانه

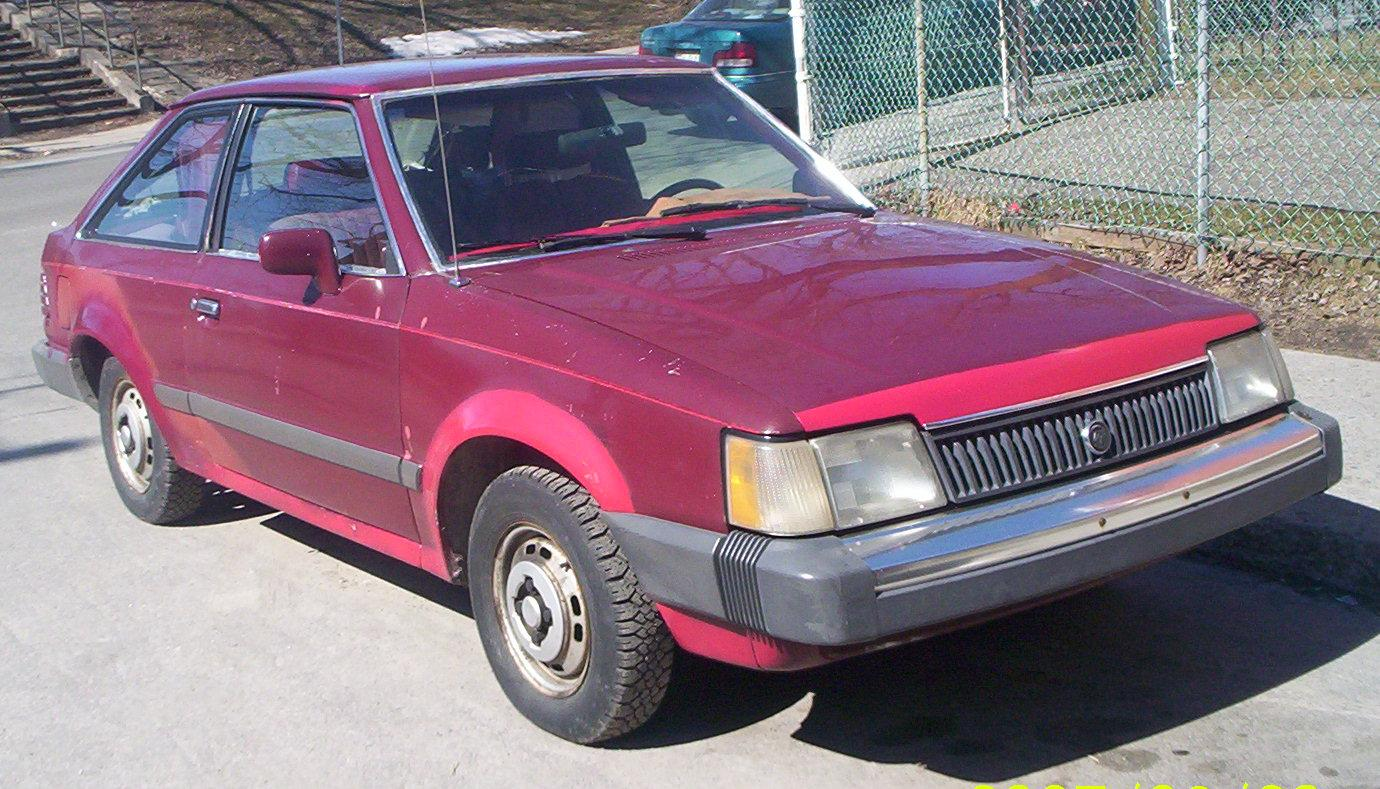
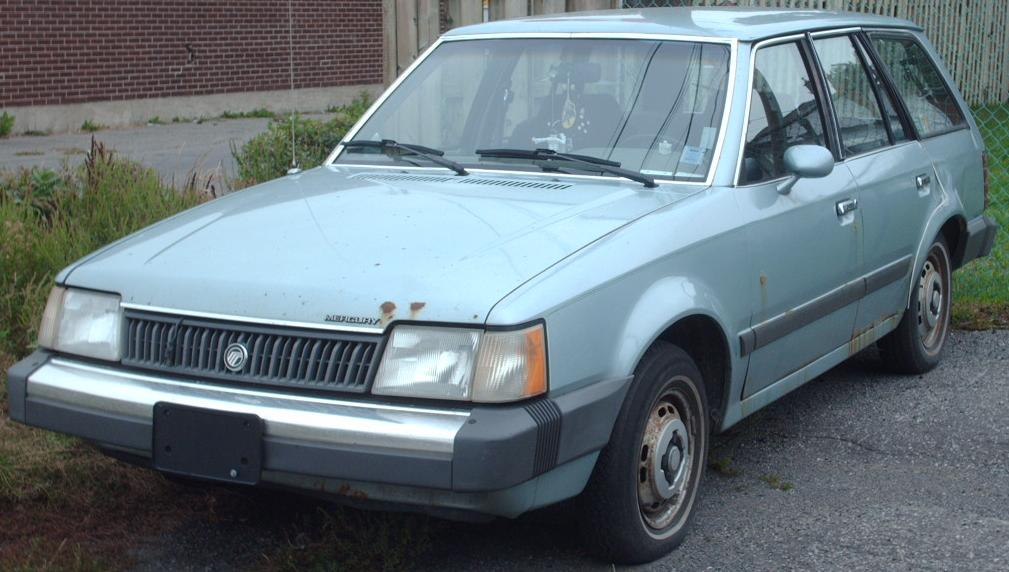
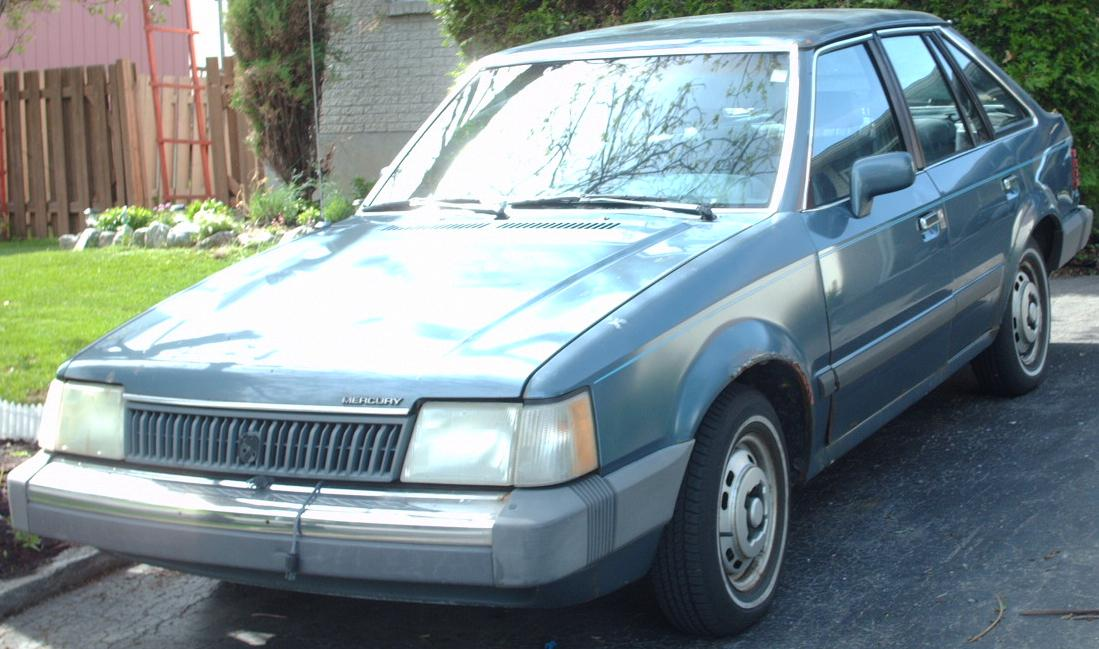